# Al Haig
Pour les articles homonymes, voir Haig.
Allan Warren Haig (né selon les sources le 19 ou 22 juillet 1922,, ou le 22 juillet 1924 et mort le 16 novembre 1982) est un pianiste de jazz américain, célèbre pionnier du bebop.

## Discographie

### En tant que leader
- 1949: Highlights in Modern Jazz: Al Haig
- 1952: Live in Hollywood (Xanadu)
- 1954: Al Haig Trio (Esoteric Records)
- 1954: Al Haig Trio (Counterpoint)
- 1954: Al Haig Quartet (Period)
- 1965: Al Haig Today! (Mint)
- 1974: Invitation (Spotlite)
- 1974: Special Brew (avec Jimmy Raney)  (Spotlite)
- 1975: Chelsea Bridge (East Wind Records)
- 1976: Duke 'n' Bird (East Wind)
- 1976: Milestones (Interplay)
- 1977: Ornithology (Progressive)
- 1977: A Portrait of Bud Powell (Interplay)
- 1977: Parisian Thoroughfare (Musica Records)
- 1977: Al In Paris  (Musica)
- 1978: Plays the Music of Jerome Kern (avec Helen Merrill) (Gitanes)
- 1978: Expressly Ellington (avec Jamil Nasser) (Spotlite)
- 1978: Un Poco Loco (Spotlite)
- 1982: Bebop Live - 2 CD Releases (Spotlite)

### En tant que sideman
Avec Chet Baker
- Chet Baker in New York (Riverside, 1958)

Avec Miles Davis, Stan Getz et Lee Konitz
- Conception (Prestige, 1956)

Avec Dizzy Gillespie
- The Complete RCA Victor Recordings (Bluebird, 1937-1949 [1995])

Avec Phil Woods
- The Young Bloods (Prestige, 1956) - avec Donald Byrd

Avec The Stan Getz Quartet (Prestige, 1950)